# 庄文忠
庄文忠（1962年—），山东东明人，汉族，中华人民共和国政治人物、第十二届全国人民代表大会山东地区代表。
毕业于日本北海道大学预防治疗学专业。加入中国民主建国会。担任山东省农业厅副厅长。2008年起担任全国人大代表。2013年，担任全国人大代表。2018年2月24日，当选为第十三届全国人大代表。